# Шилов Валерій Васильович
Валерій Васильович Шилов (8 серпня 1941, м. Полтава— 2005, м. Київ)— український вчений , професор, доктор хімічних наук,
відомий учений у галузі фізики і фізикохімії полімерів, завідувач відділу молекулярної фізики полімерів Інститут хімії високомолекулярних сполук НАН України.

## Біографія
В.В. Шилов народився 10 серпня 1941 р. у м. Полтава. У 1965 р. закінчив фізичний факультет Київського державного університету імені Тараса Шевченка. 3 1965 до 1974 р.р. працював на хімічному факультеті КНУ, а з 1974 до 2005 р. - в Інститут хімії високомолекулярних сполук НАН України, де пройшов шлях від молодшого наукового співробітника до завідувача відділу.

## Науковий доробок
У 1978 р. захистив дисертаційну роботу за темою “Изучение гетерогенной структуры некоторых многокомпонентных полимерных материалов” на здобуття вченого ступеня кандидата хімічних наук, а у 1983 р. захистив докторську дисертацію. 
Під його керівництвом і за його безпосередньої участі були виконані роботи з дослідження і розробки фундаментальних засад створення принципово нових матеріалів для різних сучасних пристроїв і технологій, таких як відтворювана альтернативна енергетика, голографія, нелінійна оптика та ін. В.В. Шилов одним із перших у світі провів рентгенографічні дослідження мікрофазової структури взаємопроникних полімерних сіток, рідиннокристалічних полімерних систем, різних полімерних систем із високим ступенем йонної провідності, а також нових органо-неорганічних нанокомпозитних золь-гель матеріалів із багаторівневим фрактальним характером аґрегації. Дослідження останніх років були пов'язані зі структурою, динамікою та йонною провідністю полімерних електролітів, що дало змогу створити системи з катіонним, аніонним і бііонним типом провідності і встановити взаємозв'язок структури, динаміки молекулярних ланцюгів і руху зарядів у таких системах. 
В.В. Шилов - автор 5 монографій і понад 400 наукових робіт. Він виховав плеяду наукових спеціалістів, кандидатів і докторів наук. 
Серед його учнів - науковці різних галузей фізики і фізикохімії полімерів. В.В. Шилов був членом редколегій журналів “Полімерний журнал”, “Вопросы химии и химической технологии” і “Фізика конденсованих високомолекулярних систем”. В.В. Шилов був прикладом самовідданого служіння науці, зразком працездатності, чесності і високого професіоналізму, талановитим і енциклопедично освіченим ученим.

## Список основних наукових публікацій
Список статей Шилова В.В. в Scopus[недоступне посилання з листопадаа 2019] Google scholar

### Монографії
1. Липатов Ю. С., Шилов В. В., Гомза Ю. П., Кругляк Н. Е. Рентгенографические методы изучения полимерных систем. — Київ: Наук. думка, 1982. — 296 с.
2. Шпак А. П., Шилов В. В., Шилова О. А., Куницкий Ю. А. Диагностика наносистем. Многоуровневые фрактальные наноструктуры (Часть ІІ).- Київ: ТЦ НАН Украины, 2004.- 112 с.

### Статті
1. Burmistr, M. V., Sukhyy, K. M., Shilov, V. V., Pissis, P., Spanoudaki, A., Sukha, I. V., Gomza, Y. P. (2005). Synthesis, structure, thermal and mechanical properties of nanocomposites based on linear polymers and layered silicates modified by polymeric quaternary ammonium salts (ionenes). Polymer, 46(26), 12226-12232 https://doi.org/10.1016/j.polymer.2005.10.094
2. Pissis, P., Kyritsis, A., & Shilov, V. V. (1999). Molecular mobility and protonic conductivity in polymers: hydrogels and ionomers. Solid State Ionics, 125(1-4), 203—212.
3. Шилова О. А., Шилов В. В. Напокомпозитные оксидные и гибридные органо-неорганические материалы, получаемые золь-гель-методом. Синтез. Свойства. Применение // Наносистеми, наноматеріали, нанотехнології.- 2003.- 1, Вип. 1. — С. 9-84.
4. Шилов В. В., Сорочинський В. П., Гомза Ю. П., Шилова О. А., Цветкова И. Н. Влияние состава и условий синтеза боросиликатных золь-гель нанокомпозитов на особенности их фрактальной структуры // Наносистеми, наноматеріали, нанотехнології. * 2004. — 2, Вип. 3. — С. 895—900.
5. Гомза Ю. П., Шилов В. В., Несин С. Д. Переход беспорядок — порядок и эффекты самоорганизации в жидких блоксополимерах ПЗО-ППО-ПЗО, вызванные допирующими литиевыми солями // Наносистеми, наноматеріали, нанотехнології.- 2004.- 2, Вип. 4. — С. 1427-4423.
6. Сперкач С. О., Шилов В. В., Сперкач В. С. Акустична спектроскопія полімерних електролітів на основі системи поліпропіленгліколь-LiCLO4// Фізика конденсованих високомолекулярних систем- 2004.- Вип. 10.ч С. 3-10.